# 渡辺隆司
渡辺 隆司（わたなべ たかし、1950年 -2018年 ）は、フランス文学者、フランス語教師。
大阪府生まれ。早稲田大学大学院仏文学博士課程中退、フランス政府給費留学生としてパリ第4大学で第三期博士課程DEA（博士論文執筆資格）取得。早稲田大学非常勤講師。

## 著書
- 楽勝!仏検4級合格講座 実用フランス語技能検定試験 三修社 2011.4

## 共著
- リカのフランス語単語帳500 入門編 田中成和共著 駿河台出版社 2000.8
- リカのパリ 田中成和 改訂版 駿河台出版社 2000.4
- フランス語 フランスを旅する 田中成和 三修社 2001.12 (トラブラないトラベル会話)
- リカのパリガイド 田中成和 駿河台出版社 2001.4
- リカのフランス語入門 田中成和 改訂版 駿河台出版社 2001.4
- かしこい旅のパリガイド / 田中成和 駿河台出版社 2003.4
- リカのフランス語単語帳1000 初級編 / 田中成和 駿河台出版社 2003.5
- フランス語はたのしい! 1-2  Janick Magne,田中成和 駿河台出版社 2004.4
- フランスを旅する会話 / 田中成和 三修社 2004.5
- 楽勝!仏検5級・4級合格講座 実用フランス語技能検定試験 田中成和 三修社 2005.12
- 楽勝!仏検3級合格講座 / 田中成和 三修社 2006.7
- 楽勝!仏検準2級合格講座 / 田中成和 三修社 2008.7

## 翻訳
- 食卓のバルザック ロベール・クルティーヌ 石井晴一共訳 柴田書店 1979.1
- バルザック レアリスムの構造 ピエール・バルベリス 河合亨共訳 新日本出版社 1987.9
- 丘の上の出会い アンヌ・フィリップ 福武文庫、1991
- 宇宙のなかの地球 ローランス・オットンエメール＝マケほか リブリオ出版 1993.4
- 発明の歴史 ドミニク・ジョリーほか リブリオ出版 1993.4
- 物はなにでできているか ローランス・オットンエメール＝マケ リブリオ出版 1993.4
- モネ 印象派の誕生 シルヴィ・パタン 村上伸子共訳 創元社 1997.6 (「知の再発見」双書
- イニシャルはBB ブリジット・バルドー自伝 早川書房 1997.11
- 中世修道院の世界 使徒の模倣者たち M.-H.ヴィケール 梅津教孝共訳 八坂書房 2004.9